# Barnesiella
Genre
Espèces de rang inférieur
- Barnesiella intestinihominis
- Barnesiella propionica
- Barnesiella viscericola, espèce type

Barnesiella est un  genre de bactéries à Gram négatif de l'ordre des Bacteroidales et du phylum Bacteroidota.

## Historique
Le genre Barnesiella a été créée en 2007 pour contenir deux souches de bactéries isolées du caecum de poulets et qui ont été appelées Barnesiella viscericola.

## Taxonomie
Le nom correct complet (avec auteur) de ce taxon est Barnesiella Sakamoto et al. 2007.
L'espèce type est Barnesiella viscericola Sakamoto et al. 2007.

### Étymologie
L'étymologie du genre Barnesiella est la suivante :  Bar.nes.i.el’la N.L. fem. dim. n. Barnesiella, nommé en l'honneur de Ella M. Barnes, microbiologiste britannique qui a beaucoup contribué dans les connaissances sur les bactéries intestinales et les bactéries anaérobies,.

### Classification Phylogénique
L'analyse phylogénétique de séquences de l'ARNr 16S a permis de classer les Barnesiella proches de Parabacteroides distasonis. Elles ont donc été classée au sein de la famille Porphyromonadaceae dès leur description et dans le Bergey's Manual. En 2016, les Barnesiella sont reclassées dans la famille des Barnesiellaceae nouvellement créée et dont elles deviennent le genre type, et donc séparées de la famille Porphyromonadaceae tout en restant incluses dans l'ordre des Bacteroidales, la classe des Bacteroidia et dans le phylum Bacteroidota.

## Description
Les Barnesiella sont des bacilles anaérobies à Gram-négatif. Elles sont non-pigmentées et ne forment pas de spores. De plus, elles sont non mobiles.

## Liste des espèces
Selon LPSN (14 mai 2025) :
- Barnesiella intestinihominis Morotomi et al. 2008
- Barnesiella propionica Hitch et al. 2022
- Barnesiella viscericola Sakamoto et al. 2007